# Отто Вітфельд
Отто Вітфельд (нім. Otto Wiedfeldt; 16 серпня 1871, Тюрингія — 5 липня 1926, Ессен) — німецький політик, економіст і дипломат. Голова німецької економічної місії в Києві (Українська держава) (1918). Надзвичайний і Повноважний Посол Німеччини в США (1922-1925).

## Життєпис
Важливі кроки в своїй кар'єрі на вищих адміністративних посад зробив в Міністерстві внутрішніх справ з 1908 по 1910 роки. З 1914 по 1917 роки, він працював помічником секретаря в міністерстві японської залізниці. У 1918 році він став головою правління Фрідріха Круппа AG в Ессені і в той же час, головою торгової палати в Ессені .
У 1918 — Голова німецької економічної місії в Києві (Українська держава).
21 березня 1922 Вітфельд був призначений першим послом Німеччини після відновлення дипломатичних відносин після Першої світової війни у Вашингтоні, де він був до 31 січня 1925 року.
З кінця квітня 1925 року по 26 травня 1926 Вітфельд знову повернувся до Виконавчої ради Круппа як член наглядової ради і радник з фінансових питань.
5 липня 1926 — помер від лейкемії в стражданнях. Похований 8 липня кладовищі в Essen-Bredeney.